# Tubulidentate
Tubulidentatele (Tubulidentata) este un ordin de mamifere euteriene cu o înfățișare curioasă și foarte caracteristică,  care cuprinde o singură familie, Orycteropodidae, cu o singură specie actuală, furnicarul african (Orycteropus afer),  și mai multe specii dispărute. Au corpul masiv.  Lungimea poate ajunge până la 2 m cu coadă cu tot, iar greutatea poate trece de 70 kg.

## Descrierea
Capul lor este alungit și prelungit într-un bot trunchiat, un fel de rât, puțin dilatat la extremitatea sa, unde se găsesc nările; botul este acoperit în vârful său cu vibrize lungi și dese. Urechile sunt foarte lungi și ascuțite, în formă de cornet, amintind pe cele de porc. Coada este lungă, musculoasă  și foarte groasă la baza sa, asemănătoare cu coada cangurilor. Coada împreună cu picioarele posterioare alcătuiește un trepied, pe care se așază animalul în repaus. Când scurmă în mușuroaie de furnici sau termite, atunci își întinde coada pe pământ în tot lungul ei. Picioarele anterioare au patru degete (tetradactile), primul lipsind. Picioarele posterioare sunt mult mai puternice și au cinci degete (pentadactile). Axa piciorului trece fie prin degetul III, fie printre degetele II și III. Sunt animale digitigrade. Fiecare deget are în vârful său o gheară foarte dezvoltată, lată și lungă, asemănătoare cu copitele. Ghearele servesc la scormonit pământul sau pentru deschiderea termitierelor. Scheletul are o claviculă dezvoltată. Corpul este acoperit cu păr rar și scurt. În jurul ochilor, pe bot și sub bărbie se află vibrize  lungi. 
Dinții tubulidentatelor au structură particulară. Dentiția este difiodontă, heterodontă și la adult incompletă. Incisivii și caninii cad devreme și la adult nu există decât premolarii și molarii care au o formă columnară. Pe fiecare jumătate de falcă (maxilar și mandibulă) există câte 5 dinți superiori și 5 inferiori. Formula dentară 0•0•2•3/0•0•2•3. Dinții (premolarii și molarii) sunt lipsiți de rădăcină, au formă prismatică, sunt asemănători între ei și au o structură cu totul particulară. Fiecare dinte este format de la câteva sute, până la 1500 de prisme hexagonale de dentină, paralele, așezate în lungul lor una lângă alta. Fiecare prismă are în mijlocul său un canal tubular longitudinal, plin cu pulpă dentară. De la aceste canale se trage numele ordinului. Canalele care conțin pulpa dintelui se desprind dintr-o cavitate comună, unică, ce se găsește la baza dintelui. Dinții sunt lipsiți de smalț, dar sunt acoperiți cu ciment. Ei au o creștere obișnuită. După uzură, pe fața triturantă a dinților se văd tuburile dentare înconjurate de prisme de dentină. 
Limba tubulidentatelor este lungă, îngustă, turtită și protractilă, iar saliva care o acoperă este lipicioasă, potrivită pentru prinderea insectelor. Glandele salivare sunt dezvoltate. Stomacul este simplu, cu regiunea pilorică mult mai musculoasă. Dintre organele de simț, mirosul și auzul foarte fin joacă un rol mare în orientare; vederea este slabă, ziua părând că sunt orbi, nedistingând cu ușurință obiectele înconjurătoare. Tubulidentatele au uter dublu, placentă zonală, două mamele abdominale și două inguinale.

## Biologie
Femelele nasc 1, rareori 2 pui golași. Se hrănesc cu furnici și termite, la care se mai adaugă lăcuste, apoi fructe suculente, pepeni verzi și galbeni, ciuperci din termitiere. Nu beau apă. Duc o viață nocturnă, rareori ieșind din adăposturi în timpul zilei. Ziua stau ascunși în viziuni, pe care și le sapă adânc în sol, cu o viteză și putere uimitoare; galeriile sunt săpate cu mare abilitate, fiind adânci de peste 3 m, și au numeroase cotloane și mai multe ieșiri.

## Sistematica
Acest ordin cuprinde o singură specie actuală furnicarul african (Orycteropus afer),  răspândit în Africa la sud de Sahara și mai multe specii dispărute. Tubulidentatele au apărut în Africa în miocen (cu 26 milioane de ani în urmă).
Genuri:
- Orycteropus
- †Amphiorycteropus
- †Leptorycteropus
- †Myorycteropus

## Legături externe
- Materiale media legate de Orycteropodidae la Wikimedia Commons